# Monochamus guerryi
Monochamus guerryi är en skalbaggsart som beskrevs av Maurice Pic 1903. Monochamus guerryi ingår i släktet Monochamus och familjen långhorningar. Inga underarter finns listade i Catalogue of Life.